# Hősi énekek
A Hősi énekek a Kárpátia Zenekar 2005-ös rockalbuma.

## Számok listája
1. Kárpátok, zengjetek (3:35)
2. Abból a fából (4:21)
3. Lesz még (3:04)
4. Hősök (4:00)
5. Védd magad (Ne hagyd magad) (2:57)
6. Az én házam (3:10)
7. Karácsony (4:21)
8. Szél viszi messze (4:03)
9. Summáját írom (3:44)
10. Felvidéki táj (3:52)
11. Vándor (2:40)
12. Doberdó (2:25)

## Közreműködők
- Petrás János – basszusgitár, ének
- Csiszér Levente – gitár
- Bankó Attila – dob
- Bíró Tamás – gitár
- Galántai Gábor – billentyű
- Nagy Tamás – hegedű
- Fehér Gellért – gitár
- Szepesi Richárd – furulya
- Nyerges Attila – vokál
- Ráduly Levente – vokál
- Petrovity Zorán – vokál
- Szabó Judit – ének
- Szabó Kincső – vers
- Bakó Dorka – vers
- Sámik Bence – vers
- Petrás Balázs – vers